# Делеция

Схема, иллюстрирующая принцип делеции.

Делеции (от лат. deletio — уничтожение) — хромосомные перестройки, при которых происходит потеря участка хромосомы. Делеция может быть следствием разрыва хромосомы или результатом неравного кроссинговера. По положению утерянного участка хромосомы делеции классифицируют на внутренние (интерстициальные) и концевые (терминальные).

## Типы делеций
В зависимости от локализации утерянного участка хромосомы делеции классифицируют на:
- интерстициальные — отсутствует внутренний участок, не затрагивающий теломеру;
- концевые — отсутствует теломерный район и прилежащий к нему участок. Истинность таких мутаций в свете уникальной функции теломер поставлена под сомнение. В частности, до сих пор не ясно, действительно ли терминальные (концевые) нехватки, зафиксированные у множества пациентов с наследственными синдромами (например, кошачьего крика (5р14), Вольфа — Хиршхорна (4р16) и др.), образовались в результате одного разрыва.

## Известные частные случаи
CCR5-δ32, делеция 32 пар оснований, в гене CCR5, приводит к невосприимчивости её носителя к ВИЧ. Предполагается, что эта мутация возникла примерно 2500 лет назад и со временем распространилась по Европе.
Сейчас к ВИЧ устойчиво в среднем 10 % европейцев, однако в Скандинавии эта доля достигает 14—15 %. Среди финнов доля устойчивых людей ещё выше — 16 %, а в Сардинии — всего 4 %.
Учёные Ливерпульского университета[кто?] объясняют такую неравномерность тем, что мутация CCR5 увеличивает сопротивляемость к бубонной чуме («чёрной смерти»). Поэтому после эпидемий 1347 года (а в Скандинавии ещё и 1711 года) доля этого генотипа выросла.
По исследованиям учёных медицинского центра при Колумбийском университете делеция 22q11 нарушает связь между гиппокампом и префронтальной корой головного мозга и в 30 % случаев приводит к развитию шизофрении.